# Danny Campbell
Daniel Campbell (Oldham, 3 febbraio 1944 – 16 agosto 2020) è stato un calciatore inglese, di ruolo centrocampista.

## Biografia
Dopo aver giocato in Inghilterra e America, Campbell si trasferì a giocare in Sudafrica, paese nel quale rimase anche dopo il ritiro dall'attività agonistica. Sposò Isabel, da cui ebbe tre figli: Glenn, Danielle e Collette. Nell'agosto 2020 gli venne diagnosticato il COVID-19, morendo poi una decina di giorni dopo a causa di una embolia polmonare.

## Carriera
Formatosi nel Droylsden, Campbell passò nel gennaio 1961 al West Bromwich. Entrò a far parte della prima squadra del WBA dal 1965, giocando con l'Albion tre stagioni nella massima serie inglese e vincendo la Football League Cup 1965-1966, in cui giocò entrambe le finali contro il West Ham Utd; esperienze che segneranno il suo debutto professionistico, e la FA Cup 1967-1968, in cui però non giocò la finale contro l'Everton.
Nel 1968 si trasferì negli Stati Uniti d'America per giocare nel Los Angeles Wolves, società militante nella neonata NASL. Con i Wolves occupò il terzo posto della Pacific Division, piazzamento insufficiente per ottenere l'accesso alla fase finale della North American Soccer League 1968.
Terminata l'esperienza americana, nel gennaio 1969 tornò in patria per giocare nel Stockport County, club di terza divisione, debuttandovi il 1º febbraio dello stesso anno. Militò negli Hatters sino al marzo 1970, quando passò al Bradford PA, club di quarta serie con cui retrocede dalla Fourth Division 1969-1970.
Restò con il Bradford sino all'ottobre 1970, quando il club venne posto in liquidazione: Campbell decise di lasciare nuovamente l'Inghilterra per giocare tre anni in Sudafrica con il Port Elizabeth City, club militante nella NFL.

## Palmarès

### Club
- Coppa di Lega inglese: 1

West Bromwich Albion: 1965-1966
- Coppa d'Inghilterra: 1

West Bromwich Albion: 1967-1968